# Hydrochasma denticum
Hydrochasma denticum  (лат.) — вид мух-береговушек рода Hydrochasma из подсемейства Gymnomyzinae (Ephydridae). Встречаются в Западном полушарии: Эквадор, Гондурас, Боливия, Перу.

## Описание
Мелкие двукрылые насекомые, длина от 1,15 до 1,70 мм; в основном серовато-коричневого цвета. Окраска усиков серая. Передние тазики беловато-серые, желтые апикально. 2-3-й тергиты брюшка с серебристо-серыми участками на чёрном дорзуме. Голова с мелким ротовым отверстием. Задняя голень без крупной вентроапикальной шпоровидной сеты. Максиллярные щупальцы апикально жёлтые. Глаза овальные, крупные. На лице один ряд латеральных щетинок; фронто-орбитальные сеты на лбу отсутствуют. Усиковые бороздки резко отграничены с вентральной стороны. Щеки широкие. Нотоплеврон груди покрыт микросетами в дополнение к двум крупным щетинкам. Супрааларные пре- и постшовные щетинки, а также акростихальные сеты хорошо развиты. Латеральные части брюшка почти без светлых (беловато-серых) участков: 1–4-й тергиты с широкой срединной коричневой полосой и неравномерным боковым краем, боковая серебристо-серая область на них отсутствует; пятый тергит урезанный на вершине, в основном серый с тонкой коричневой медиальной полосой. Крылья прозрачные, блестящие.
Вид был впервые описан в 2013 году американским диптерологом Вейном Мэтисом (Wayne N. Mathis; Department of Entomology, Smithsonian Institution, Washington, D.C., США) и польским энтомологом Тадеушем Затварницким (Tadeusz Zatwarnicki, Department of Biosystematics, Opole University, Ополе, Польша) и назван denticum по признаку зубцевидных структур на субапикальном крае эпандриума самцов. Таксон Hydrochasma denticum сходен с видами группы Hydrochasma incisum Group, отличаясь от них строением гениталий самца (вентральные выступы эпандриума равны квадратному по форме основанию церков).